# Ramsklobban
Ramsklobban är ett skär i Åland (Finland). Det ligger i Skärgårdshavet och i kommunen Kökar i landskapet Åland, i den sydvästra delen av landet. Ön ligger omkring 53 kilometer öster om Mariehamn och omkring 230 kilometer väster om Helsingfors.
Öns area är 3,8 hektar och dess största längd är 230 meter i sydväst-nordöstlig riktning. Runt Ramsklobban är det glesbefolkat, med 11 invånare per kvadratkilometer.. Närmaste större samhälle är Kökar, 11,2 km söder om Ramsklobban.